# SN 1901A
SN 1901A – supernowa odkryta 10 stycznia 1901 roku w galaktyce NGC 2535. W momencie odkrycia miała maksymalną jasność 14,70m.